# Konrad Koziczinski
Konrad Koziczinski (ur. 25 listopada 1875 - zm. ?) – niemiecki architekt, mistrz murarski i mistrz budowlany związany z Górnym Śląskiem, taternik, młodszy brat Ludwiga Koziczinskiego.

## Życiorys
W Zabrzu samodzielną działalność budowlaną rozpoczął w 1909 r. Po śmierci brata (1911) pomagał przez pewien czas bratowej, Helene Koziczinsky, w prowadzeniu odziedziczonej przez nią po mężu firmy budowlanej. Sam Konrad Koziczinski był dwukrotnie żonaty. Z Mary z domu Mührenberg, zmarłą 19 grudnia 1930 r. w wieku 34 lat, doczekał się syna Gerharda i córki Iris-Marii. Druga żona, Margarete z domu Lippik, zmarła 26 czerwca 1937 r. w wieku 41 lat; miał z nią dwie córki: Ursulę i Marie-Johannę.
Konrad Koziczinski był aktywnym taternikiem krótko, jedynie w latach 1903–1906. Jego tatrzańskimi partnerami wspinaczkowymi byli najczęściej starszy brat Ludwig oraz inny niemiecki taternik Maximilian Bröske. Upamiętniony został w nazewnictwie kilku tatrzańskich obiektów, m.in. Komina Bröskego i Koziczinskich w zachodniej ścianie Małej Kończystej oraz szczytu Pośredniej Kończystej (Koziczinski-Spitze lub Konrad-Turm w nazewnictwie niemieckim, potem nazwę tę zmieniono na Popperturm).
Nie wiadomo kiedy i gdzie zmarł K. Koziczinski. Najbardziej znanym budynkiem, który po nim w Zabrzu pozostał, jest willa przy ul. Buchenwaldczyków 28–30 (obecnie żłobek miejski).

## Ważniejsze tatrzańskie osiągnięcia wspinaczkowe
- Żłobisty Szczyt nową drogą z Doliny Złomisk (1903 r.)[1],
- pierwsze wejście na Pośrednią Kończystą, wraz z przewodnikiem Johannem Breuerem (1904 r.),
- pierwsze wejście na Stwolską Turnię, wraz z J. Breuerem (1904 r.),
- pierwsze przejście zachodniej ściany Małej Kończystej, wraz z bratem i Maximilianem Bröske (1906); komin, którym tego dokonali, nazwano na ich cześć Kominem Bröskego i Koziczinskich, a droga ta uważana przez pewien czas za jedną z najtrudniejszych w Tatrach[1].